# Exodus (roman)
Exodus is een roman van de joods-Amerikaanse schrijver Leon Uris. Het boek werd voor het eerst uitgebracht in 1958 door uitgeverij Doubleday en handelt over de strijd van de Joden voor de stichting van een eigen staat en de tegenstand door de plaatselijke Arabische bevolking, die streeft naar een eigen staat in wat zij zien als hun Palestina.

## Titel
De naam is afkomstig van het schip de Exodus. Het schip vervoerde  in 1947 Joden die na de Tweede Wereldoorlog van Europa naar het door de Britten bestuurde Palestina wilden emigreren. Zij, over het algemeen overlevenden van de Holocaust, werden door de Britten niet toegelaten in het door hen (tot mei 1948) bestuurde gebied. De Britten hadden namelijk in 1939 aan de Arabieren/Palestina beloofd - in een witboek - de immigratie aan banden te zullen leggen. Daarnaast hadden de Britten de bewoners van het land ook binnen tien jaar zelfbestuur beloofd.

## Plot
Het eerste deel van het boek verhaalt over een ontsnapping uit de interneringskampen in Brits Cyprus. Het is voor een groot deel gebaseerd op de La Spezia-affaire in Italië, waarbij ruim duizend Joden na een hongerstaking legaal naar Palestina konden reizen. Daarnaast worden de belevenissen gevolgd van een aantal immigranten die vanaf het einde van de negentiende eeuw naar Palestina trokken, en later van aan het nazi-bewind ontkomen slachtoffers. De volgende delen behandelen de aankomst in Palestina, de strijd van de Etsel en de Hagana tegen het Britse bewind en de uiteindelijke Israëlische onafhankelijkheidsverklaring.

## Ontvangst
Exodus was in Amerika de grootste bestseller sinds Gone with the Wind. Het stond 19 weken lang op de bestsellerlijst van de The New York Times en had een grote positieve invloed op de publieke opinie in de Verenigde Staten waar het de staat Israël betrof. Ook in Nederland had het boek invloed en was het een groot succes: in vier jaar verschenen 23 drukken. De 43e en tot nu toe laatste druk werd in 1995 gepubliceerd. In 1960 werd het boek verfilmd met Paul Newman (Ari Ben Canaan, lett. Leeuw zoon van Kanaän) in de hoofdrol.

## Invloed
Het boek had in de westerse wereld, allereerst in de VS, grote invloed op de publieke opinie doordat er grote sympathie werd opgewekt jegens de nog jonge staat Israël. Dat zou een rol spelen bij de waarneming en verwerking van de Zesdaagse Oorlog negen jaar later, niet alleen door westers publiek. Het versterkte de compassie van de Amerikanen voor joden en voor Israël. Ook achter het IJzeren Gordijn werden joden door het boek geïnspireerd, zoals in de Sovjet-Unie. "Literair is het geen hoogvlieger", maar als propagandistisch boek het beste wat ooit over Israël geschreven werd", was de reactie op het boek van David Ben Goerion eerste onder de stichters en premier van de staat Israël.
Uris beschrijft de joodse Israëlische mannen en vrouwen in zijn boek als jong, gezond en dynamisch, "high-breasted". Zij bewerkten het land en verjoegen Arabische plunderaars terwijl zij 's nachts de Hora dansten en de liefde bedreven met het Hooglied op hun lippen. Trots, agressief en vol idealen. Enerzijds lijken de Bijbelse hier te herleven, anderzijds wordt een beeld geschetst van de ´Nieuwe Jood´ vanuit het ideaal van het moderne seculiere (aanvankelijk) socialistische zionisme, die nu voor een westers publiek enthousiast werd beschreven. Dit verving het beeld van de vrome, Thora-studerende jood en zijn gezin of armen uit het ghetto, die zich door de nazi's had laten wegleiden naar hun concentratiekampen.
De Arabieren worden in het boek betrekkelijk negatief neergezet. Het woord Arabier wordt vaak vergezeld door woorden als "vuil" en "stinkend". Er komt één "goede" Arabier in het boek voor: Kammal, de mukthar van het dorpje Abu Yesha. Hij erkent dat de zionistische joden wonderen hebben verricht in dit land en de enige redding zijn voor de Arabieren. In duizend jaar waren zij de enige die licht brachten in dit land. Kammals zoon is dan weer van een ander hout gesneden. Hij deed mee met een aanval op het joodse dorp. Het was dan ook niet meer dan rechtvaardig - in het verhaal -  dat de verslagen Palestijnse inwoners werden verbannen.
Uris heeft ook het een en ander verzonnen, bijvoorbeeld de hongerstaking van de kinderen en hun dreigen met zelfmoord. Ook de route van het schip is fictief. De Britten brachten het schip naar Frankrijk, dat het weigerde. Zo moest het naar Duitsland terugvaren.